# هنري هاي
هنري هاي (بالإنجليزية: Henry Hay)‏ هو صحفي أمريكي، ولد في 30 مارس 1910، وتوفي في 27 يوليو 1985.